# کاناکو تاکاتسوکی
کاناکو تاکاتسوکی (انگلیسی: Kanako Takatsuki; ۲۵ سپتامبر ۱۹۹۳ – ) خواننده، و صداپیشه اهل ژاپن بود.